# Балимер
Балимер (також Булимер, тат. Балимер) — городище Волзько-Камської Булгарії поблизу села Балимери (Спаський район Татарстану).
У джерелах також зустрічається назва цього міста Балимати: «А Балимати від Болгар тих яко 20 поприщ».

## Городище
Балимерське городище збереглося до теперішнього часу, розташоване на південній околиці села і займає приблизно 3,5 га. Балимерське городище з'єднане земляним валом з укріпленим замком або кріпосницею — Маклашеєвським II городищем і спостережним пунктом на мисі з одного боку і сторожовою заставою на місці більш давнього городища «Шолом». За валом знаходилися житлові і господарські будівлі посада і ремісничі садиби. Поселенська агломерація, що простягнулася на кілька кілометрів, була, очевидно, важливим торговим центром цього району. Свідченням тому є відповідні знахідки, які були зроблені в цьому районі.
Існує точка зору, що в основі Балимерського городища лежить «велике селище, що мало значення племінного центру прилеглих городецьких поселень», перетворене в результаті його захоплення булгарами в невелике феодальне місто.
Могили і кургани відносяться до поховань волзьких булгар і русів IX—X ст., а також кочівників часів «Золотої орди» XIII—XIV ст. Існує думка, що саме в Балимері арабський мандрівник Ібн-Фадлан спостерігав похоронну церемонію русів (т. н. поховання у човні), описану ним в своїх спогадах.
Поховання з трупоспаленням біля села Балимер скоєне, швидше за все, в першій половині X століття, і подібне похованням з трупоспаленнями з курганів Ярославського Поволжя X—XI століть, які залишило змішане слов'яно-фіно-скандинавське населення, але поховання Балимерського кургану має вплив волзьких булгар (посудина, поясна сумка з бронзовими обкладинками по краю і круглі «угорського» типу накладки).

## Опис
Як пише казанський історик і археолог Іскандер Ізмайлов: «кургани розташовувалися групою, що складається з 25 насипів, які перебували на відстані 1 версти від села Балимер (по дореволюційному написанню — Булимер) на березі Волги на високій терасі, що поросла дубовим лісом … Всього в різні роки було досліджено 15 насипів. Кургани мали куполоподібну форму, висотою не більше 0.7-0.9 м і шириною від 6.3 до 8.5 м».
З путівника по Волзі XIX століття: На височині, що йде від Спасска до річки Утки, лежить село Нікольська полянка. У ньому є церква в ім'я Пресвятої Богородиці, побудована в 1778 році. Перше заселення Полянки було на початку 17 століття. Цар Борис Годунов звів Тетюшський засік для захисту кордонів Казанського царства і заснував тут затінне містечко, або острожек. У древніх документах, що зберігаються в поміщицькому будинку цього села, воно називається Острогом і Полянським містечком. При маєтку є урочище, за яким в північну сторону йде земляний вал. Важко сказати, ким він насипаний, — пише Н. Боголюбов, — але близькість села Балимер змушує припускати, що цей вал — залишок стародавнього болгарського міста Балимата. Тим більше, що Балимер іноді називається і Балиматом, що видно з давніх актів на землі цього села. Балимат, в числі інших приданних міст, відданий був князю Федору Ростиславовичу Смоленському.